# Гомбург (Тургау)
Гомбург (нім. Homburg TG) — громада  в Швейцарії в кантоні Тургау, округ Фрауенфельд.

## Географія
Громада розташована на відстані близько 145 км на північний схід від Берна, 13 км на північний схід від Фрауенфельда.
Гомбург має площу 24,1 км², з яких на 6,1% дозволяється будівництво (житлове та будівництво доріг), 69% використовуються в сільськогосподарських цілях, 24,5% зайнято лісами, 0,4% не є продуктивними (річки, льодовики або гори).

## Демографія
2019 року в громаді мешкало 1542 особи (+4,1% порівняно з 2010 роком), іноземців було 8,3%. Густота населення становила 64 осіб/км².
За віковим діапазоном населення розподілялося таким чином: 23,4% — особи молодші 20 років, 57,7% — особи у віці 20—64 років, 18,9% — особи у віці 65 років та старші. Було 604 помешкань (у середньому 2,5 особи в помешканні).
Із загальної кількості 809 працюючих 242 було зайнятих в первинному секторі, 353 — в обробній промисловості, 214 — в галузі послуг.